# Lluís Alemany Vich
Lluís Alemany Vich (Maó, 1912 - Palma, 1983). Doctorat en Farmàcia en Barcelona i bibliòfil. Membre de la Reial Acadèmia de Farmàcia de Barcelona. Autor del catàleg de premsa periòdica de les Balears. Premi Ciutat de Palma. La seva biblioteca privada, una de les més importants de Mallorca amb més de 15.000 volums, és actualment propietat del Consell de Mallorca.

## Obra
- Escritores Baleares (1969)
- El protentastismo en Mallorca (1970)
- La Història de la Farmàcia a Mallorca (1975)

## Font
- Gran Enciclopèdia de Mallorca